# سپهر ساعتچی
سپهر ساعتچی (زادهٔ ‎۱۲ اردیبهشت ۱۳۷۷) قایق‌ران کایاک اهل ایران است. وی در بازی‌های آسیایی ۲۰۲۲ موفق به کسب مدال برنز کایاک دونفره ۵۰۰ متر مردان شده است.

## بازداشت در پی کلیپ جنجالی
به گزارش رسانه‌های ایران، در تاریخ ۱۹ آبان ۱۴۰۳، پنج شهروند از جمله سپهر ساعتچی در شهر رشت به اتهام انتشار «کلیپ نامتعارف گیلان» که در شبکه‌های اجتماعی با عنوان #فورسام_رشت از آن یاد می‌شود بازداشت شدند. این کلیپ حاوی تصاویر خصوصی و حساس رابطه جنسی ۳ مرد و یک زن بود که هنوز منبع اصلی انتشار آن مشخص نشده است. مقامات قضایی اعلام کرده‌اند که برخی از افراد بازداشت‌شده به دلیل «اقدام به انتشار تصاویر مبتذل» و برخی دیگر به اتهام «مشارکت در ثبت و انتشار» این تصاویر تحت پیگرد قانونی قرار گرفته‌اند.
اما منابع ایران‌وایر می‌گویند که برخلاف اعلام رسمی، سه نفر در این پرونده از سوی دادستانی رشت بازداشت شده‌اند، و عامل اصلی انتشار این ویدئو از کشور خارج شده و هنوز بازداشت نشده است. به گفته یک منبع آگاه، خانواده سپهر ساعتچی با فدراسیون قایق‌رانی تماس گرفته و از آن‌ها درخواست کمک کرده‌اند.
بازداشت ورزشکاران به دلایل سیاسی یا عقیدتی، از نظر کمیته بین‌المللی المپیک و فدراسیون‌های جهانی، مغایر با مقررات و منشور بین‌المللی ورزش است و ممکن است منجر به تعلیق فدراسیون یا محرومیت ورزش یک کشور از رقابت‌های بین‌المللی شود. سپهر ساعتچی مدتی بعد از زندان آزاد شد.